# Quadrare
Quadrare, termine usato in ambito velico. 
Significa allontanare il tangone dallo strallo, sotto spinnaker, di solito in seguito alla poggiata del timoniere. Tale manovra si effettua cazzando il braccio, la cima che regola appunto l'apertura del tangone.